# Wilmington Island
Wilmington Island – jednostka osadnicza w Stanach Zjednoczonych, w stanie Georgia, w hrabstwie Chatham.